# Joaquim Miranda i Pérez
Joaquim Miranda i Pérez (Barcelona, 23 de maig de 1952) és pedagog musical i director coral, cofundador i director de la Coral Xalesta des de 1973 fins al 2017 i director de la coral Mareny des del 1978 al 2011.

## Biografia
Joaquim Miranda va néixer al barri del Poble-sec de Barcelona, en una família on l'interès per la música era ben present. Entén la música com un camí personal i com una forma de vida i de fer viure els altres. Tant a Vilassar de Dalt, on resideix des de l'any 1976, com a l'Hospitalet de Llobregat, ha desenvolupat una llarga i intensa activitat musical, especialment dins del camp de la música coral.

## Formació
Es va formar musicalment a l'Escolania de Montserrat (1962-1966), sota el mestratge del Pare Ireneu Segarra (de qui es reconeix deutor, tant en l'àmbit musical com en el pedagògic), on va estudiar cant, violí, piano i orgue
Al Conservatori Superior de Música de Barcelona va completar els estudis de piano i va estudiar clavicèmbal amb la professora Maria Empar Ribera. Durant aquest període de formació va participar en el trio Telemann i va crear, amb dos companys d'estudis, el grup instrumental Art-So, dedicat a la interpretació de música barroca.
El 26 de gener de 2014 es doctorà en Pedagogia a la Universitat Autònoma de Barcelona, dins del Programa de doctorat en Innovació i Sistema Educatiu, amb la tesi: Elaboració d'un model multimèdia d'intervenció per a l'educació de l'oïda musical, que va dirigir el Dr. Miquel Amador Guillem. 

## Trajectòria professional
La seva vida laboral va començar com a analista programador en el departament d'informàtica d'IBM, però ben aviat va orientar-se al camp de la pedagogia musical, convençut de la importància de l'educació musical per a la formació integral de la persona. El punt de confluència entre les dues orientacions professionals ha estat l'educació de l'oïda musical a través de les tecnologies multimèdia i el paper de les tecnologies TIC en l'educació musical, tema en relació amb el qual ha publicat diversos llibres i articles, conjuntament amb altres acadèmics. 
Després d'un breu període com a especialista de música a primària i secundària, va passar a exercir la docència en escoles de música i conservatoris, en algunes de les quals també va fer tasques de direcció: a l'aula municipal de música de Vilassar de Dalt, l'escola de música Frederic Mompou de Matadepera, el conservatori municipal de Manresa, l'escola municipal de música Pere Burés de Rubí, l'escola de música de l'Orfeó Català i l'Escola de Pedagogia Musical del Pare Ireneu Segarra.
Des de l'any 1987 fins a la seva jubilació l'any 2012, va ser professor titular de la Facultat de Ciències de l'Educació de la Universitat Autònoma de Barcelona, en el Departament de Didàctica de l'Expressió Musical, Plàstica i Corporal. També va impartir cursos de formació permanent, per a mestres especialistes d'educació musical i per a professorat d'escoles de música i conservatoris, en col·laboració amb l'Institut de Ciències de l'Educació de la UAB.

## Trajectòria en el món coral
Joaquim Miranda ha desenvolupat una extensa tasca en el camp de la música coral. La seva aportació principal ha estat com a director de cors. Com a cantaire, va formar part del Cor Madrigal i de la Coral d'Antics Escolans de Montserrat, que també va dirigir durant el curs 1987-1988.
L'any 1973 acceptà la proposta de dirigir una nova coral a l'Hospitalet de Llobregat: la Coral Xalesta, que ha dirigit fins al curs 2016-2017. L'any 1978 creà la Coral Mareny de Vilassar de Dalt, que dirigí fins a l'any 2011. En aquestes dues formacions corals, Joaquim Miranda hi ha aportat la seva experiència musical i la seva faceta de pedagog, per contribuir a transmetre la vivència de la música i a formar diverses generacions de cantaires, que, sota la seva direcció, han interpretat grans obres del repertori clàssic i contemporani. 
També ha dirigit el Cor de la Universitat Autònoma de Barcelona, entre 1983 i 2001, i ha estat ajudant de direcció de l'Orfeó Català, entre 1982 i 1988. Del 1981 al 1983 va formar part de l'equip tècnic del Barcelonès de la Federació Catalana d'Entitats Corals (FCEC).
Ha participat en el moviment coral infantil i juvenil, fent tasques de formació i de direcció, a la coral Xic Estel de Vilassar de Dalt, el cor infantil l'Esquellerinc i la coral infantil Aura de l'Orfeó Català. Convençut de la importància de la tasca d'aquest moviment, va ser membre de l'equip tècnic del Secretariat de Corals Infantils de Catalunya, en el període 1987-1989.
Al llarg de la seva trajectòria, ha dirigit importants obres del repertori simfònic coral i ha col·laborat amb altres cors i directors, com: Lluís Vila, Carles Santos, Edmon Colomer, Salvador Mas, Joan Casals i Carles Coll, entre d'altres.

## Llibres i articles[3]
- Calmell, C.; Miranda, J. (2000). Guias Praxis para el profesorado de Secundaria. CisPraxis SA. Barcelona
- Ceprià, J.L.; Miranda, J. Collage Musical, una experiència de composició musical a l'escola primària mitjançant TIC. Perspectiva Escolar, 2006; 304.
- Gelabert L.;  Miranda, J. Baltasar Bibiloni, un pedagogo musical. Música y Educación. 2012;25 (4):36-49.
- Godall, P.; Miranda, J. (1994): L'estructura musical. El Galop. Ed. Altafulla. Barcelona.
- Godall, P.; Miranda, J. (1994): La informàtica musical dins la formació del futur mestre especialista de música. II Jornades: L'Autònoma i la innovació docent. Bellaterra.
- Miranda, J. Partitura per a no lectors: una experiència d'aprenentatge. Revista l'Aurora de la Federació de Cors de Clavé. 2010; 65.
- Miranda, J. Producción multimedia para la educación auditiva: un proceso de elaboración de materiales. Eufonía. 2007; 39.
- Miranda, J., et al. (1999): Música. Cicle inicial 1 i 2. Ed. Teide. Barcelona.
- Miranda, J., et al. (2000): Música. Cicle mitjà 1 i 2. Ed. Teide. Barcelona.
- Miranda, J., et al. (2001): Música. Cicle superior 1 i 2. Ed. Teide. Barcelona.
- Miranda, J. (2002). Els directors: Responsabilitat musical i pedagògica. La circular del Secretariat de Corals Infantils de Catalunya. SCIC. Barcelona.
- Miranda, J. El pare Ireneu Segarra. Aquatreveus. 2006; 23.
- Miranda, J. Elaboració d'un model multimèdia d'intervenció per a l'educació de l'oïda musical [Internet]. Departament de Pedagogia Aplicada. [Cerdanyola del Vallès]: Universitat Autònoma de Barcelona; 2004. http://www.tdx.cat/TDX-1215104-170150
- Ponsatí, I.; Amador, M.; Miranda, J. Evaluation of a Didactic Proposal for the Auditory Identification of Musical Harmonic Intervals. 2012 International FAMEQ Conference, «Music Learning: Benefits for the 21st-century Learner». Quebec; 2012.
- Ponsatí, I.; Amador, M.; Miranda, J.; Godall, P. Students' performance when aurally identifying musical harmonic intervals: Experimentation of a teaching innovation proposal. International Journal of Music Education [Internet]. 2015. http://ijm.sagepub.com/content/early/2015/12/07/0255761415619391.abstract

## Discografia[3]
- Missa en sol menor de Waughan Williams. Edita Discobal, S.A. 1984
- Magnificat de J.S.Bach. Servei d'Aplicacions Educatives de la Facultat de Ciències de l'Educació de la UAB. 1998.
- Valsos Amorosos de J. Brahms. Servei d'Aplicacions Educatives de la Facultat de Ciències de l'Educació de la UAB. 1998.
- Regina Coeli de J. Cererols. Edicions Albert Moraleda, EUCU, S.A. 1998.
- Locus Iste d'A. Bruckner. Edicions Albert Moraleda, EUCU, S.A. 1998.
- El testament d'Amèlia. Tradicional Catalana. Edicions Albert Moraleda, EUCU, S.A. 1998.
- El cavaller enamorat de J. Manén. Edicions Albert Moraleda, EUCU, S.A. 1998.
- Sota la vostra protecció d'I. Segarra. Discos Abadia de Montserrat. 2002
- La paraula del Senyor de G. Estrada. Discos Abadia de Montserrat. 2002